# ایمرت (دهانه)
ایمرت یک دهانه برخوردی در ماه‌ است.

## دهانه‌های اقماری
این دهانه ۸ دهانه اقماری دارد.
| Eimmart | عرض جغرافیایی | طول جغرافیایی | قطر          |
| ------- | ------------- | ------------- | ------------ |
| A       | ۲۴.۰° N       | ۶۵.۷° E       | ۷.۰ کیلومتر  |
| C       | ۲۲.۴° N       | ۶۱.۲° E       | ۲۴.۰ کیلومتر |
| B       | ۲۱.۴° N       | ۶۶.۵° E       | ۱۱.۰ کیلومتر |
| D       | ۲۳.۰° N       | ۶۹.۱° E       | ۱۱.۰ کیلومتر |
| G       | ۲۵.۵° N       | ۶۴.۸° E       | ۱۴.۰ کیلومتر |
| F       | ۲۳.۳° N       | ۶۱.۹° E       | ۸.۰ کیلومتر  |
| H       | ۲۲.۱° N       | ۶۴.۴° E       | ۱۶.۰ کیلومتر |
| K       | ۲۰.۲° N       | ۶۷.۶° E       | ۱۳.۰ کیلومتر |